# خان مرجان

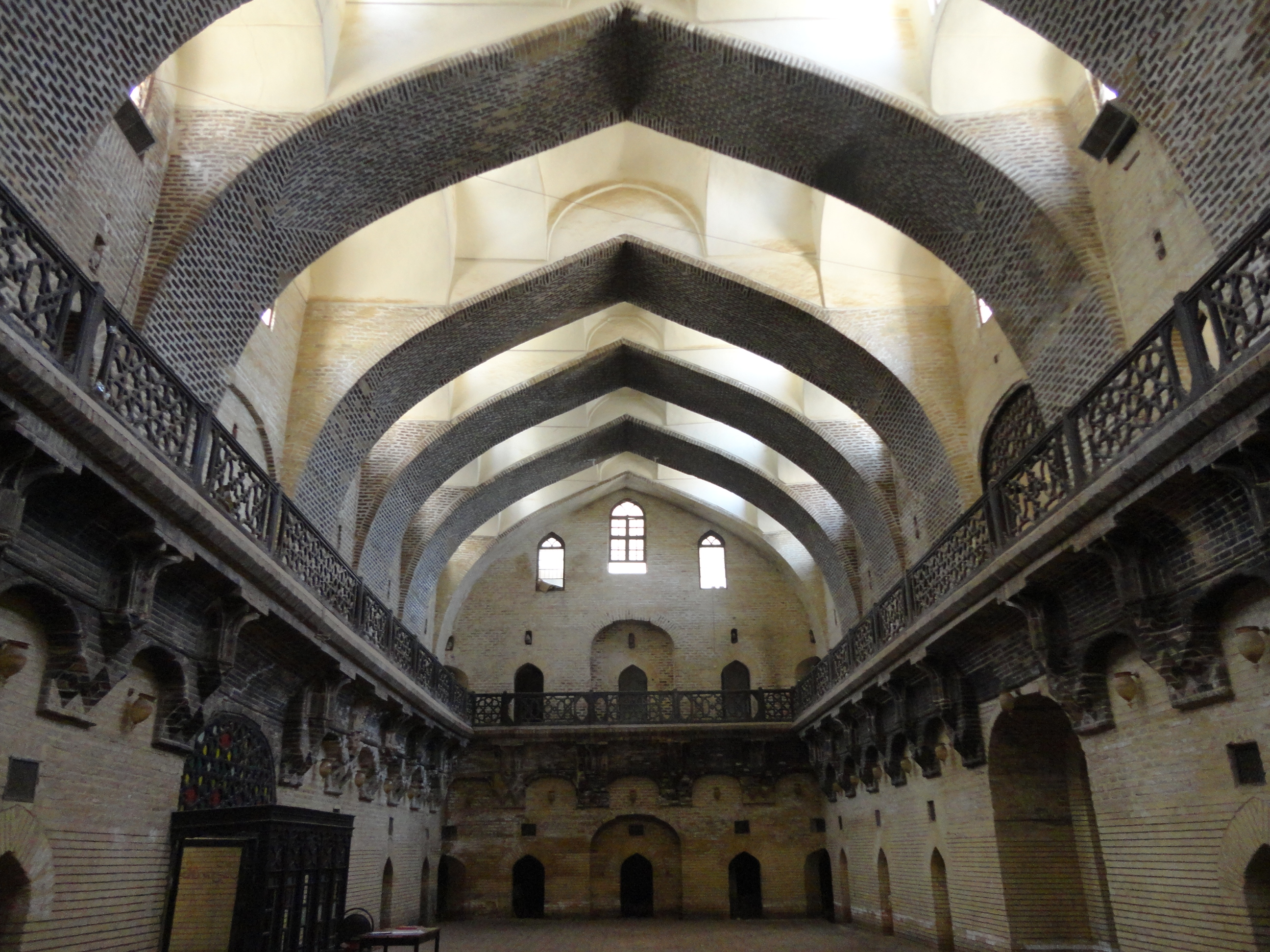
سقف مبنى خان مرجان وهو معقود من الطابوق

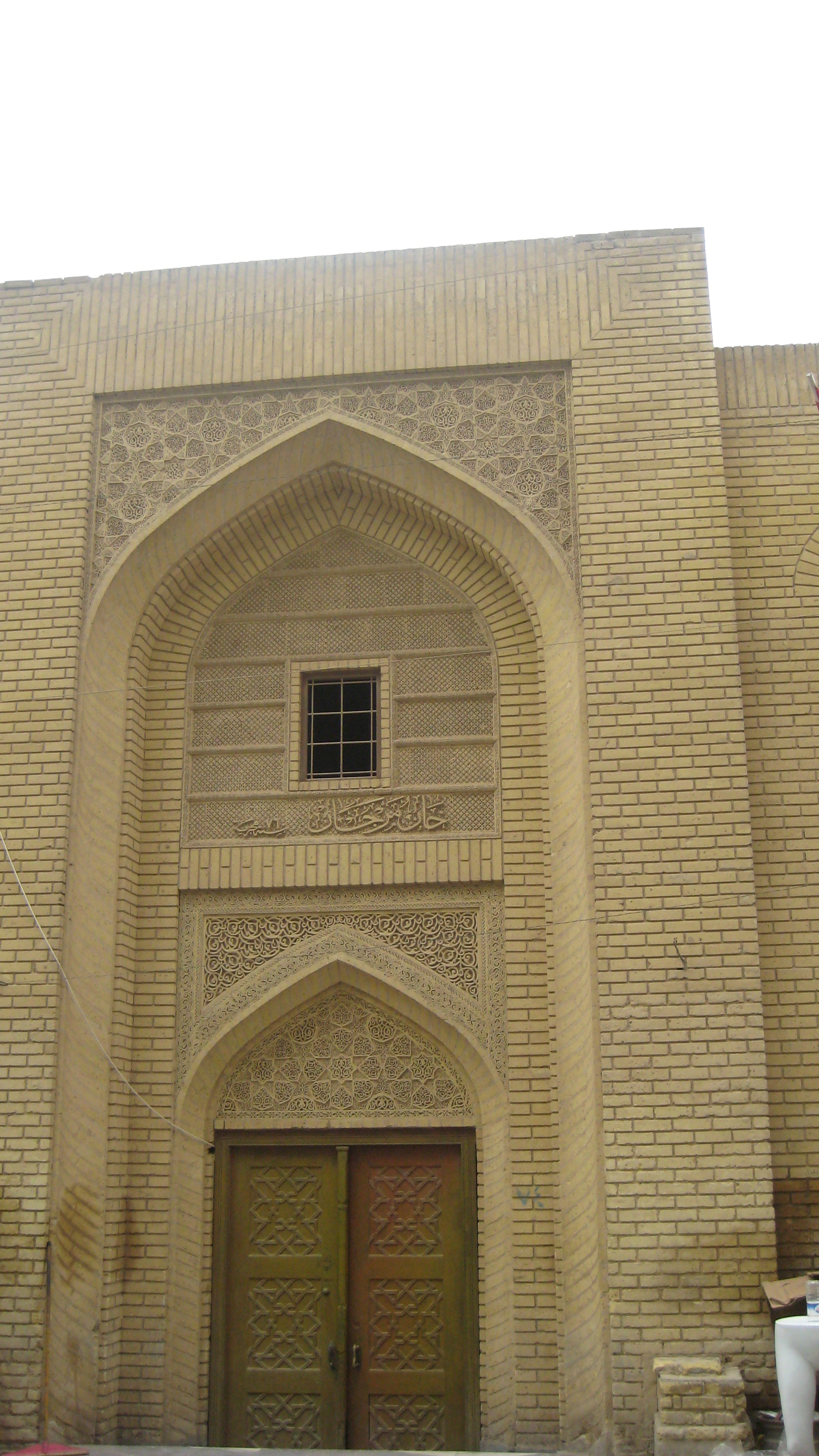
بوابة خان مرجان الأثرية

خان مرجان    ويقع في جانب الرصافة  من بغداد  قرب المدرسة المرجانية، عند مدخل شارع أسامة بن زيد حالياً، وهو أحد خانات بغداد المشهورة، ولقد بني في الفترة بين عامي 758هـ/ 1356م - 760هـ/1358م، وعرف في العهود المتأخرة باسم خان الأورتمة، أي الخان المستور أو المغطى، ذلك أن الخان كان يتميز عن معظم خانات بغداد بأن فناءه أي حوشه الداخلي، مغطى بعقود هائلة من الطابوق، وقد عقد ما بينها بسقوف معقودة أخرى، ومن ثم أتاح هذا للتجار الذين كانوا يرتادونه أو ينزلون فيه فرصة الإقامة الطيبة، حيث تحفظ بضائعهم وأكثرها من الأنسجة الحريرية ونحوها من آثار واضرار العوادي الطبيعية، بينما تجري في فنائه الصفقات التجارية، وتبرم العقود بين مرتاديه من التجار، والخان عبارة عن بهو مسقوف ترتفع قاعدته 14 متراً عن أرضيته، ويتميز هذا المبنى بالإضافة إلى سلسلة العقود المتوازية بنقوش مكتوبة تشكل سطور تزين البوابة للمدخل من جهة سوق البزازين الحالي حيث تحوي تسعة أسطر من الكتابة البارزة في الطابوق الآجر، وكتبت على نـحو بالغ الروعة والدقة! وتمثل سائر الكتابة نص وقفية أمين الدين مرجان الكبيرة على المدرسة المرجانية، ودار الشفاء التي أنشأها على شاطئ نهر دجلة، في نهاية شارع أسامة بن زيد، وتوضح هذه الوقفية أن مما وقفه مرجان للإنفاق على هاتين المؤسستين، فضلاً عن الخان نفسه، مجموعة من الدكاكين وأربعة خانات في أسواق بغداد الشرقية، ومبنى خان في جانبها الغربي، فضلاً عن بساتين عديدة ومنشآت مختلفة في قرى بغداد وجوارها، منها مندلي وبهرز وبعقوبة ورباط جلولاء، وهي تعرف باسم المقدادية اليوم، وأنه وقف كل ذلك وقفاً صحيحاً شرعياً.

## أجزاء الخان
يتألف مبنى خان مرجان من طابقين يحتوي الأول، أي الطابق الأرضي، على 22 غرفة، والثاني، أي الطابق العلوي، على 23 غرفة، وتزين أبواب الطابق الأرضي مقرنصات يؤدي فيها البروز الآجُرِّى وظيفته الجمالية المثلى، وهي تكون سلسلة من المشكاوات المقوسة تنحدر منها زخارف مقرنسة، وتستند على حوامل وأفاريز تخرج من الجدار بصورة تدريجية حتى تبتعد عنه بما يقرب من المتر الواحد، وتؤلف نطاقاً مزخرفاً يزيد عرضه على المترين ويحيط بالبهو من جهاته الأربع على ارتفاع أربعة أمتار. ويعد هذا النوع من البناء الذي يفصل بين الطابقين من أنفس آثار الريازة التي تشاهد في بناء الخان. ومن ناحية أخرى فقد وفق مصمم هذه القاعة في طريقة إضاءتها بضياء الشمس، وذلك باستعماله النوافذ المعقودة المخرمة على نـحو فني جميل. ويمكن للمشاهد أن يرى أجزاء من جدران الخان وقد أسود لونها، فالساكنين من المسافرين والتجار كانوا يوقدون في فناءهِ النار لغرض التدفئة في فصل الشتاء، وقد أثر هذا الاستخدام السيئ على شكل المبنى، بوجه عام، فضلاً عن تأثره بالعوادي الطبيعة، إلى أن تعرض إلى آثار التخريب والتلف، مما دفع مديرية الآثار القديمة العامة إلى ترميمه ترميماً شاملاً، وجعلته متحفاً للفنون الإسلامية، وأطلقت عليه اسم (دار الآثار العربية)، فصار الخان مقصداً للسياح والزوار عدة عقود من السنين، بيد أن ارتفاع مستوى المياه الجوفية في أرض الخان وما حوله، أدى إلى أن تغمر المياه هذه الأرض، فلم يعد يصلح لأن يكون متحفاً، فلم يكن من دائرة الآثار إلى أن تنقل معروضاته، وأن تقوم بعملية صيانة واسعة لهُ، ونجحت في خلالها في ترصين أرضيته وجدرانه بمادة الأسمنت حتى تمت السيطرة على عملية نضوح المياه الجوفية إلى داخله، ثم جرى استغلاله خلال فترة الثمانينيات من القرن العشرين وتم إعادة ترميمه واستخدم المبنى كمطعم سياحي يقصدهُ السائحين والناس عامة لقضاء ساعات في هذا الجو البغدادي الأصيل. ويعتبر الخان واحدا من معالم مدينة بغداد التراثية.
ولقد ذكر الاستاذ عماد عبد السلام رؤوف في كتابه (المراقد في بغداد) خان مرجان بقوله: ((وحينما نخرج من الخان، لا نملك إلاّ أن نتذكر بالخير ذلك المنشئ الكبير، الذي أشاد المؤرخون بعدله وإحسانه، حتى قيل أن خيراته لم تشمل الفقراء والمساكين فحسب، وإنما شملت السنانير، أي القطط، والزراريق وحيتان الشط والطيور، فكان قد اشترط أن تطعم من الأصناف الغذائية التي تلائم طبيعتها كل يوم هنا عند هذا الموضع من دجلة، كانت ترمى الأطعمة للسمك، وهنا في صحن هذا المبنى الذي كان داراً للشفاء كانت تعطى الأطعمة للحيوان، فالخير، كما أراد مرجان، كان يصل إلى الجميع، طعاماً وعلماً وشفاءً من كل داء)).